# Dağköyü, Arpaçay
Dağköyü là một xã thuộc huyện Arpaçay, tỉnh Kars, Thổ Nhĩ Kỳ. Dân số thời điểm năm 2010 là 76 người.